# Urotheca pachyura
Urotheca pachyura är en ormart som beskrevs av Cope 1875. Urotheca pachyura ingår i släktet Urotheca och familjen snokar. Inga underarter finns listade i Catalogue of Life.
Arten förekommer i Costa Rica och Panama. Den vistas främst i låglandet men några exemplar når 1600 meter över havet. Habitatet utgörs av regnskogar och andra fuktiga skogar.
Skogsavverkningar påverkar beståndet negativt. Urotheca pachyura är fortfarande vanligt förekommande. IUCN listar arten som livskraftig (LC).